# Bang (canción de Anitta)
«Bang» es una canción de la artista musical brasileña Anitta, contenida en su tercer álbum de estudio del mismo nombre (2015). Que se compone de la cantante junto a Umberto Tavares y Jeferson Junior, siendo producida por el segundo junto a Mãozinha. La banda se ha convertido en una de las grandes estrellas de la música pop, y ha sido lanzada oficialmente a través de la venta digital en Google Play Music y streaming en el 9 de septiembre. De octubre de 2015, sirviendo como el segundo sencillo del disco, posteriormente también enviado a airplay en Brasil al día siguiente. En la portada oficial para la promoción de la venda, la cantante es vista usando un guardapolvo revelador, media-arrastrero y una bragas hilo dental; La imagen fue creada por Giovanni Bianco, el cual la cantante dijo "querer algo revolucionario, que todas las edades quisieran que fuese universal". De acuerdo con Anitta, "Bang" trae un "paso a paso" de cómo alguien debe hacer para estar en la misma sintonía que otra, también comentando que ésta puede ser cantada para cualquier tipo de público, siendo, para ésta, un "canto de" "Victoria". Una canción sobre algún tipo de sociedad, es derivada de los géneros pop y trap, con influencias del electrónico y del funk de los años 1970. La obra recibió análisis mixtos de los críticos musicales, que elogiar su estilo musical, pero criticaron las letras por ser "débiles ". En el comercial, logró posicionarse en las diez mejores posiciones de la Billboard Brasil Hot 100 Airplay, logrando también destacarse en tablas regionales brasileñas, tales como la de Fortaleza, Recife, Río de Janeiro, São Paulo y Vitória.
El video musical correspondiente fue dirigido por Bruno Ilogti, con dirección de arte por Giovanni Bianco, con más de 50 profesionales involucrados en la producción. Con la intención de que el vídeo pasara el mensaje de "fuerza, autoestima, y al mismo tiempo de un nuevo paso en la carrera", se divulgó una campaña en Twitter, en qué fanes podrían ganar una sesión para ver el preestreno del vídeo, Los cuales éstos colocaban un hashtag con el nombre del sencillo y el estado; Se produjo una controversia en esta campaña, en la que Mauricio Cid, del sitio web No Salvo, dijo a sus seguidores de la red colocar el estado de Acre. Se acabó por elegir Río de Janeiro, específicamente en el New York City Center, para 200 fanes invitados, prensa y parte de su familia, siendo posteriormente divulgado en el canal oficial de la cantante en YouTube y en el servicio Vevo; Fue el segundo video musical de la cantante a batir la marca de 100 millones de visualizaciones, seguido de "Show de las Poderosas". También se produjeron parodias del video, siendo la más famosa la de la vlogger Kéfera Buchmann, teniendo en 24 horas de estreno más de 4 millones de visualizaciones en el sitio, consiguiendo batir el récord del video original, el cual obtuvo 2 millones de visualizaciones en su emisión. La primera presentación en vivo de "Bang" fue en el concierto infantil Show das Poderosinhas, en Río de Janeiro, el 10 de octubre de 2015. El 25 de octubre, Anitta fue a Domingão do Faustão, de la Rede Globo, para divulgar Bang. Ella presentó la canción mientras vestía un vestido negro transparente con algunas estrellas. En noviembre, la cantante fue al Encontro con Fátima Bernardes de la misma emisora para presentar la canción. La presentadora bailó la coreografía junto a Anitta, volviéndose viral en internet. En el mes siguiente, otra presentación fue hecha en el programa Xuxa Meneghel de la Rede Record junto con el sencillo anterior. En diciembre, después de ganar el premio a la mejor cantante en Os Melhores do Ano de 2015, Anitta presentó la canción. En enero de 2016, Anitta fue al programa más presentado por Ana Maria Braga y cantó la banda junto con "Deixa Ele Sofrer", vistiendo un short y chaqueta amarilla.

## Lanzamiento y producción
Después del éxito de su primer álbum de estudio, Anitta (2013), que rindió éxitos como "Show das Poderosas" y "Zen", la cantante se dedicó a la formulación de su primer álbum en vivo. El proyecto se puso a disposición en junio de 2014, en dos lanzamientos. La edición en vivo fue lanzada bajo el título Meu Lugar, mientras que las versiones en estudio de las pistas fueron compiladas en un CD llamado Ritmo Perfecto. El trabajo tuvo singles como "Na Batida" y "Cobertor". Después del término de los trabajos de promoción de "Meu Lugar" y "Ritmo Perfecto", comenzaron a circular noticias de que la artista estaba preparando material nuevo en estudio. A principios de año, la musicista anunció que estaba trabajando con sus productores de larga data, Umberto Tavares y Manozinha. En una imagen publicada en Facebook, ella escribió: "'Tá' difícil elegir la mejor, nuevo álbum, canciones increíbles, con mis amados productores [...] juntos nuevamente para ese tercer trabajo, encantados con nuestras apuestas. En mayo, Anitta publicó una foto en su perfil en el Instagram diciendo que su nuevo álbum estaba "en el horno". Dos meses después, la primera canción del disco fue liberada. "La música llegó a la cima de las más vendidas digitalmente por iTunes, a la séptima posición de las más escuchadas en airplay y al canto de las más escuchadas de Brasil en el servicio de streaming Spotify. La portada del sencillo tuvo dirección creativa de Giovanni Bianco, foto de Gui Paganini, estilo firmado por Renata Correa y belleza de Henrique Martins. En la foto, la cantante aparece vistiendo un mono revelador, media-arrastrero e hilo dental. El arte fue divulgado por Vogue el 4 de octubre de 2015. "Quise hablar de dar la vuelta por encima, del poder de la mujer, dominar a la gente. Me gusta jugar con eso, ese lado mujer, pero al mismo tiempo es dibujado, adornado", Agregó la artista. La obra fue oficialmente lanzada el 9 de octubre de 2015, a través de tiendas virtuales como iTunes Store y Google Play Music, además de estar disponible en streaming. Se envió a los circuitos radiofónicos al día siguiente.

## Composición
"Bang" es una asociación de Anitta con Umberto Tavares y Jeferson Junior, que ya trabajaron con ella anteriormente. Manozinha trabajó como coproductor de la banda. Es una canción pop y trap, que incorpora elementos estilísticos del electrónico y del funk de los años 1970. Que puede ser una relación amorosa, una amistad, o una colaboración profesional. "Por eso, una de las cosas que la letra trae es un paso a paso de cómo alguien debe hacer para estar en la misma sintonía que usted", comentó la cantante, completando que "es una canción que puede ser cantada para cualquier tipo de público. Al igual que un tiro certero al blanco, es un canto de victoria. Según Anitta, la canción fue inspirada por las imágenes creadas por Giovanni Bianco para su tercer álbum de estudio. La cantante quería que el álbum fuera "Un tiro certero, le dije a Giovanni que quería algo revolucionario, que todas las edades cortasen, que fuera universal, tomó esa idea del poder, del bang, del golpe, que sucedió hace siete meses Y la música no existía. Allí pensé: 'va a tener que tener una canción con el tal del bang en mi disco'", llevando a la cantante a escribir la canción.

## Video musical

### Antecedentes y lanzamiento
El videoclip para "Bang" fue dirigido por Bruno Ilogti, con dirección de arte por Giovanni Bianco, con más de 50 profesionales involucrados en la producción. "Ese fue el primer clip que dejé enteramente en la mano de otra persona, no escogí nada, dejé a Giovanni hacer, cerré el ojo y confió, se hizo increíble", comentó Anitta. La cantante quería un vídeo que pasara el mensaje de "fuerza, autoestima, y al mismo tiempo de un nuevo paso en la carrera, una repaginada. Quería que fuera algo que alcanzara a personas de cero a cien años, todas las edades tendrían que gustar". El video fue coreografiado por la propia Anitta, junto con la bailarina Arielle. La cantante comentó sobre la producción: "Lo que más me ha gustado en el clip es que fue innovador, diferente, creo que la gente se sorprenderá una vez más, que una vez más no esperaban por lo que van a ver, el clip es muy parecido a las fotos del álbum, tiene mucha sensualidad Y en los demás clips, yo siempre dirigía y rodaba juntos, pero esta vez cerré el ojo y me arrojé en las ideas del Giovanni Bianco".
El preestreno oficial del videoclip fue en el New York City Center, en Río de Janeiro, y fue cerrado para 200 fanes invitados, prensa y parte de su familia. Anitta pidió a las personas no grabar ni divulgar nada en Internet antes del estreno oficial del video. Hubo un esquema de seguridad reforzado para evitar fugas, con todos los invitados teniendo que dejar el teléfono móvil en la entrada y pasar por un protector de metales. Incluso los vehículos de prensa tuvieron que apagar los equipos durante la visualización del vídeo. El video se estrenó en YouTube el 9 de octubre de 2015, poco antes de que la cantante presentara una edición especial del TVZ de Multishow, donde fue exhibido una vez más. El vídeo, grabado en blanco y negro, se rellena con efectos de animación y colores. Con sus bailarinas, Anitta baila usando bragas blancas, por encima de una cinta de aleación.

### Controversias
Pocos días antes del lanzamiento del vídeo, Anitta lanzó una campaña en Twitter, en qué fanes podrían ganar una sesión exclusiva con la cantante para asistir al mismo subiendo un hashtag con el nombre del sencillo y su estado. Sin embargo, Mauricio Cid, del sitio web humorístico Não Salvo, decidió participar en la campaña. Con más de 600 mil seguidores, Cid pidió a sus seguidores colocar el hashtag para llevar a Anitta a Acre. La campaña del bloguero se ha convertido en un éxito, quedando en primer lugar en los temas más comentados en el microblogging. Sin embargo, Acre se quedó en segundo lugar, perdiendo para el estado de Río de Janeiro. A continuación, Anitta respondió a Cid y pidió respeto a Acre: "Ustedes deberían tener más respeto al pueblo de Acre. Zoar un estado por ser lejos del suyo es el cúmulo del prejuicio". En noviembre de 2015 la vloggea Kéfera Buchmann lanzó una parodia del clip y consiguió golpear la marca de 4 millones de visualizaciones en 24 horas. Así, el vídeo superó incluso la versión original, que consiguió 2 millones de visualizaciones en un día.

### Divulgación y presentación
Para su divulgación, la canción obtuvo varias presentaciones en vivo, tanto en shows como en programas de televisión; La primera de ellas fue en el concierto infantil Show das Poderositas, en Río de Janeiro, el 10 de octubre de 2015, con la artista posteriormente yendo a la Domingão do Faustão, Mais Você y Encontro com Fátima Bernardes, siendo todos los programas de la Rede Globo; La última actuación fue viral en los medios sociales, por la presentadora del talk show, Fátima Bernardes, intentar bailar la coreografía junto con la musicista. La banda también fue presentada en el programa Xuxa Meneghel, de la Rede Record, y en los Melhores do Ano de 2015, premiación hecha igualmente por Globo. Además, la canción formó parte de la banda sonora de la novela de las siete Haja Coração (2016), de la Rede Globo.

## Lista de canciones
- Sencillo CD/Descarga digital

| Bang — Single |        |          |  |
| N.º           | Título | Duración |  |
| 1.            | «Bang» | 3:10     |  |

## Créditos y personal
"Bang" fue lanzada como sencillo sólo en streaming en el servicio Spotify y para descarga digital en Google Play, conteniendo solamente la pista, con duración total de tres minutos y diez segundos
Créditos por «Bang»:

### Personal
| - Composición – Larissa Machado, Umberto Tavares, Jeferson Junior - Producción – Umberto Tavares y Mãozinha - Mixing – Batutinha - Ilustración – Larissa Machado |

## Charts
| País   | Lista                  | Mejor posición |
| ------ | ---------------------- | -------------- |
| Brasil | Brasil Hot 100 Airplay | 9              |